# نیکلاس لاسپالس
نیکلاس لاسپالس (انگلیسی: Nicolas Laspalles؛ زادهٔ ۲۷ نوامبر ۱۹۷۱) بازیکن فوتبال اهل فرانسه است که در پست مدافع بازی می‌کرد.
از باشگاه‌هایی که در آن بازی کرده‌است می‌توان به باشگاه فوتبال گنگام، باشگاه فوتبال نانت، باشگاه فوتبال پاری سن ژرمن، باشگاه فوتبال لچه، و باشگاه فوتبال لانس اشاره کرد.